# SŽD-Baureihe 2ТЭ10У
Die Lokomotiven der SŽD-Baureihe 2ТЭ10У (deutsche Transkription 2TE10U) der Sowjetischen Eisenbahnen (SŽD) sind breitspurige Diesellokomotiven mit dieselelektrischer Kraftübertragung, die vorrangig im Güterzugdienst eingesetzt werden. Sie gehören als Doppellokomotive zur ТЭ10-Familie und sind aus der Überarbeitung der 2ТЭ10M entstanden. Das russische U (У) in der Bezeichnung steht für die Ukraine, wo sich die Lokomotivfabrik Lugansk befindet, welche die Lokomotiven baute. Die einzelnen Sektionen der Lokomotive sind voll funktionsfähig und können auch einzeln für die Zugförderung eingesetzt werden.

## Geschichte

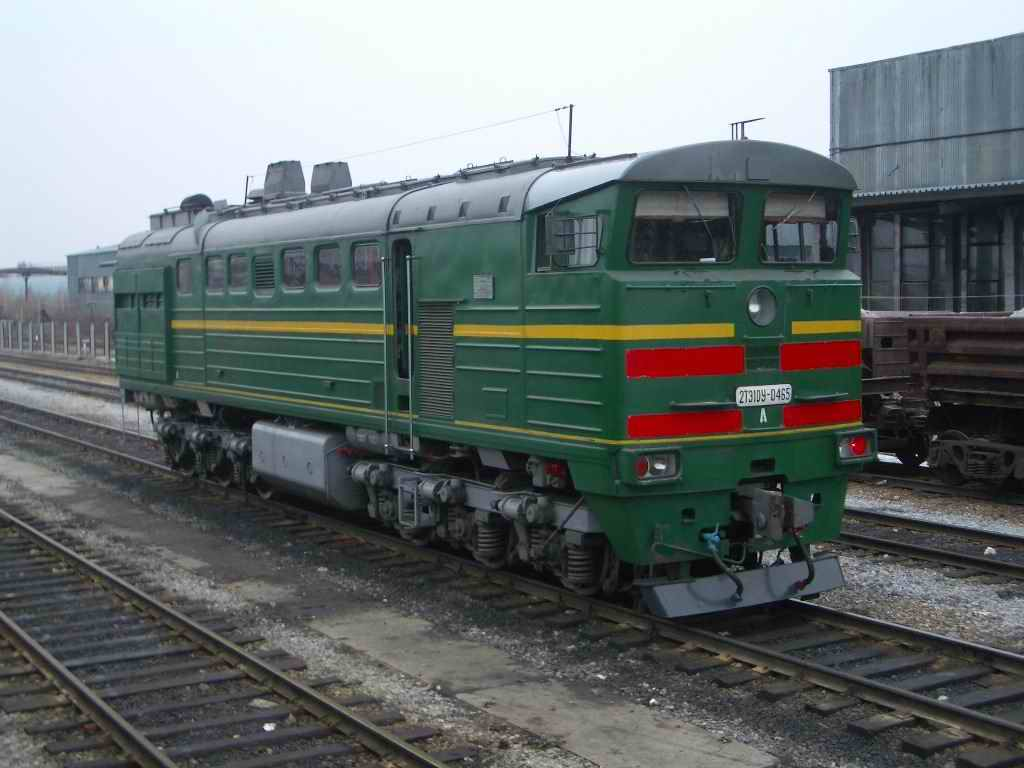
Eine Sektion der Lokomotive 2ТЭ10У-0455

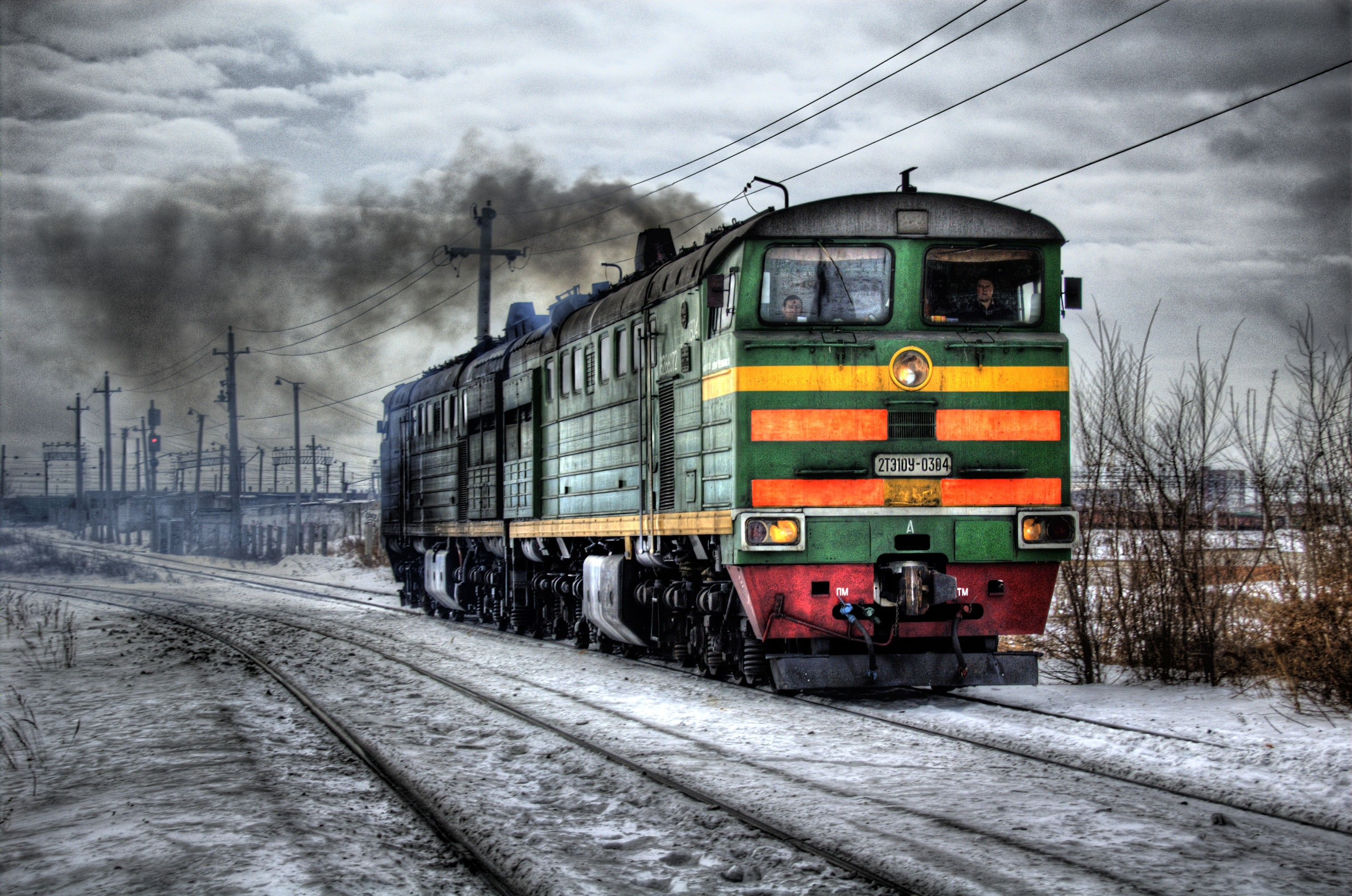
Diesellokomotive 2TE10У im Winterbetrieb

Die Lokomotivfamilie ist eine Weiterentwicklung der zuvor gebauten 2ТЭ10M. Neben einer verbesserten Elektrik wurde ein gegenüber dem in der 2ТЭ10M eingesetzten Dieselmotor 10D100 ein verbesserter Motor mit der Bezeichnung 10D100M2 eingesetzt, der im Leerlauf kraftstoffsparender arbeitet. Es wurden folgende Verbesserungen eingeführt:
- Herabsetzung der Leerlaufdrehzahl auf 270/min;
- Drehzahlregler mit sechsstufiger temperaturabhängiger Startmengenregelung;
- Zylinderabschaltung, die im Leerlauf die linke Reihe und fünf Zylinder der rechten Reihe ausschaltet und in der ersten Fahrstufe die fünf Zylinder der rechten Reihe ausgeschaltet lässt;
- von der Kurbelwelle angetriebene mechanische Kraftstoffpumpe

Insgesamt wurden von der Baureihe 555 Lokomotiven gebaut. Sie wurden hauptsächlich im Güterverkehr eingesetzt, wobei sie auf der Strecke Schewtschenko–Pomitschna der Odessaer Eisenbahn 4.200 t Züge befördern können.
Ab 2005 werden viele Lokomotiven remotorisiert. Sie erhalten dabei einen neuen 16-Zylinder-Dieselmotor mit elektronischer Kraftstoffeinspritzung und eine leistungsfähigere Kühlanlage. Der Umbau soll die Einsatzdauer der Lokomotiven bis zum Jahr 2020 verlängern.

## Varianten
Die SŽD-Baureihe 2ТЭ10УT umfasst 99 Lokomotiven, die für den Einsatz im Reisezugverkehr bestimmt waren. Gegenüber der 2ТЭ10У erhielten sie eine geänderte Getriebeübersetzung die eine Höchstgeschwindigkeit von 120 km/h erlaubt, sowie die elektropneumatischen Bremse, welche durch das gleichzeitige Ansprechen der Bremsen im ganzen Zug einen erhöhten Fahrkomfort für die Reisenden ermöglicht. Durch die geänderte Getriebeübersetzung haben sie aber eine geringere Zugkraft, so dass sie auf der oben genannten Strecke der Odessaer Eisenbahn nur Züge bis 2.800 t befördern können.
Die SŽD-Baureihe 2ТЭ10УП umfasste nur zwei Lokomotiven, die 1991 für Industriebahnen gebaut wurden.
Die SŽD-Baureihe 3ТЭ10У umfasst 79 dreiteilige Lokomotiven. Die Endsektionen sind baugleich zur 2ТЭ10У, die Mittelsektion verfügt nur über einen Hilfsführerstand mit Rangierbremsventil, so dass sie alleine nicht für das Führen von Zügen eingesetzt werden kann.